# Christuskirche (Karibib)
Die Christuskirche (auch häufig Christus-Kirche) ist eine evangelisch-lutherische Kirche in Karibib in Namibia.
Sie wurde von Gottlieb Redecker entworfen und 1910 eingeweiht. Am Bau maßgeblich beteiligt waren die Missionare August Elger und Bernhard Trey. Gebaut wurde diese von dem damals 24-jährigen Farmer Paul Hoppe.
Heute (Stand 2020) gehört sie der Evangelisch-Lutherischen Kirche in der Republik Namibia (ELCRN) als faktischem Nachfolger der Rheinischen Missionsgesellschaft. Sie wurde lange von der Evangelisch-Lutherischen Kirche in Namibia (DELK) genutzt.